# World Games 2017/Rettungsschwimmen
Bei den World Games 2017 wurden vom 21. bis 22. Juli 2017 insgesamt 16 Wettbewerbe im Rettungsschwimmen durchgeführt.

## Wettbewerbe und Zeitplan
| Wettbewerbe                            | Juli | Juli |
| Damen                                  | 21.  | 22.  |
| -------------------------------------- | ---- | ---- |
| 50 m Retten einer Puppe                |      |      |
| 100 m Schwimmen und Retten mit Flossen |      |      |
| 100 m Retten mit Flossen und Gurt      |      |      |
| 200 m Hindernisschwimmen               |      |      |
| 200 m Super Lifesaver                  |      |      |
| 4 × 25 m Puppenstaffel                 |      |      |
| 4 × 50 m Hindernisstaffel              |      |      |
| 4 × 50 m Gurtretterstaffel             |      |      |
| Herren                                 | 21.  | 22.  |
| 50 m Retten einer Puppe                |      |      |
| 100 m Schwimmen und Retten mit Flossen |      |      |
| 100 m Retten mit Flossen und Gurt      |      |      |
| 200 m Hindernisschwimmen               |      |      |
| 200 m Super Lifesaver                  |      |      |
| 4 × 25 m Puppenstaffel                 |      |      |
| 4 × 50 m Hindernisstaffel              |      |      |
| 4 × 50 m Gurtretterstaffel             |      |      |

|  | Qualifikation |  | Finale |

## Ergebnisse Damen

### 50 m Retten einer Puppe

#### Vorlauf 1
| Platz | Name                 | Nation     | Zeit    |
| ----- | -------------------- | ---------- | ------- |
| 1     | Cristina Leanza      | Italien    | 36,20 s |
| 2     | Bieke Vandenabeele   | Belgien    | 36,45 s |
| 3     | Magalie Rousseau     | Frankreich | 37,06 s |
| 4     | Carina Doyle         | Neuseeland | 37,14 s |
| 5     | Karolina Faszczewska | Polen      | 38,72 s |
| 6     | Yukiko Yamamoto      | Japan      | DSQ     |

#### Vorlauf 2
| Platz | Name             | Nation              | Zeit    |
| ----- | ---------------- | ------------------- | ------- |
| 1     | Samantha Howe    | Australien          | 35,60 s |
| 2     | Huimin Wu        | Volksrepublik China | 35,86 s |
| 3     | Yurika Mitsui    | Japan               | 36,79 s |
| 4     | Annalena Geyer   | Deutschland         | 36,82 s |
| 5     | Xiaodie Dai      | Volksrepublik China | 36,89 s |
| 6     | Aurélie Romanini | Belgien             | 37,01 s |
| 7     | Julia Wrobel     | Polen               | 38,72 s |

#### Vorlauf 3
| Platz | Name          | Nation      | Zeit    |
| ----- | ------------- | ----------- | ------- |
| 1     | Mariah Jones  | Australien  | 35,44 s |
| 2     | Margaux Fabre | Frankreich  | 35,49 s |
| 3     | Kerstin Lange | Deutschland | 35,97 s |
| 4     | Serena Nigris | Italien     | 36,79 s |
| 5     | Anita Garcia  | Spanien     | 37,66 s |
| 6     | Nuria Payola  | Spanien     | 38,05 s |
| 7     | Olivia Corrin | Neuseeland  | 39,71 s |

#### Entscheidungslauf
Aufgrund der gleichen Zeit mussten die Japanerin Yurika Mitsui und die Italienerin Serena Nigris einen Entscheidungslauf austragen. Hier konnte sich Mitsui durchsetzen und qualifizierte sich dabei für das Finale
| Platz | Name          | Nation  | Zeit    |
| ----- | ------------- | ------- | ------- |
| 1     | Yurika Mitsui | Japan   | 36,67 s |
| 2     | Serena Nigris | Italien | 37,23 s |

#### Finale
| Platz | Name               | Nation              | Zeit         |
| ----- | ------------------ | ------------------- | ------------ |
| 1     | Huimin Wu          | Volksrepublik China | 34,97 s (WG) |
| 2     | Mariah Jones       | Australien          | 35,61 s      |
| 3     | Cristina Leanza    | Italien             | 36,29 s      |
| 4     | Samantha Howe      | Australien          | 36,59 s      |
| 5     | Yurika Mitsui      | Japan               | 36,74 s      |
| 6     | Kerstin Lange      | Deutschland         | 36,78 s      |
| 7     | Bieke Vandenabeele | Belgien             | 38,79 s      |
|       | Margaux Fabre      | Frankreich          | DSQ          |

### 100 m Schwimmen und Retten mit Flossen

#### Vorlauf 1
| Platz | Name              | Nation              | Zeit        |
| ----- | ----------------- | ------------------- | ----------- |
| 1     | Frederica Volpini | Italien             | 53,72 s     |
| 2     | Alicja Tchorz     | Polen               | 54,29 s     |
| 3     | Natalie Peat      | Neuseeland          | 54,54 s     |
| 4     | Yifan Hu          | Volksrepublik China | 57,21 s     |
| 5     | Laura Pranzo      | Italien             | 58,12 s     |
| 6     | Nele Vanbuel      | Belgien             | 1:05,93 min |

#### Vorlauf 2
| Platz | Name             | Nation              | Zeit        |
| ----- | ---------------- | ------------------- | ----------- |
| 1     | Pamela Hendry    | Australien          | 54,11 s     |
| 2     | Magalie Rousseau | Frankreich          | 54,38 s     |
| 3     | Sophia Bauer     | Deutschland         | 54,76 s     |
| 4     | Annalena Geyer   | Deutschland         | 55,79 s     |
| 5     | Nami Mizuma      | Japan               | 56,97 s     |
| 6     | Yongxin Li       | Volksrepublik China | 1:07,87 min |
| 7     | Aurélie Romanini | Belgien             | DSQ         |

#### Vorlauf 3
| Platz | Name                 | Nation     | Zeit        |
| ----- | -------------------- | ---------- | ----------- |
| 1     | Justine Weyders      | Frankreich | 52,71 s     |
| 2     | Anita Garcia         | Spanien    | 54,43 s     |
| 3     | Samantha Howe        | Australien | 55,34 s     |
| 4     | Isabel Costa         | Spanien    | 57,70 s     |
| 5     | Yukiko Yamamoto      | Japan      | 57,89 s     |
| 6     | Ella Drinnan         | Neuseeland | 58,55 s     |
| 7     | Karolina Faszczewska | Polen      | 1:01,27 min |

#### Finale
| Platz | Name             | Nation      | Zeit    |
| ----- | ---------------- | ----------- | ------- |
| 1     | Pamela Hendry    | Australien  | 52,72 s |
| 2     | Justine Weyders  | Frankreich  | 52,93 s |
| 3     | Federica Volpini | Italien     | 53,48 s |
| 4     | Alicja Tchorz    | Polen       | 54,00 s |
| 5     | Antia Garcia     | Spanien     | 54,01 s |
| 6     | Magalie Rousseau | Frankreich  | 54,08 s |
| 7     | Natalie Peat     | Neuseeland  | 54,49 s |
| 8     | Sophia Bauer     | Deutschland | 56,37 s |

### 100 m Retten mit Flossen und Gurt

#### Vorlauf 1
| Platz | Name             | Nation     | Zeit        |
| ----- | ---------------- | ---------- | ----------- |
| 1     | Federica Volpini | Italien    | 59,84 s     |
| 2     | Isabel Costa     | Spanien    | 1:01,92 min |
| 3     | Pamela Hendry    | Australien | 1:03,04 min |
| 4     | Madison Kidd     | Neuseeland | 1:03,13 min |
| 5     | Anna Nocon       | Polen      | 1:03,71 min |
| 6     | Sofie Boogaerts  | Belgien    | 1:04,66 min |

#### Vorlauf 2
| Platz | Name                 | Nation              | Zeit        |
| ----- | -------------------- | ------------------- | ----------- |
| 1     | Prue Davies          | Australien          | 1:01,35 min |
| 2     | Alena Kröhler        | Deutschland         | 1:02,11 min |
| 3     | Laura Pranzo         | Italien             | 1:03,01 min |
| 4     | Yongxin Li           | Volksrepublik China | 1:05,18 min |
| 5     | Nami Mizuma          | Japan               | 1:05,46 min |
| 6     | Dominika Kossakowska | Polen               | 1:11,13 min |
|       | Andrea Valenciano    | Spanien             | DSQ         |

#### Vorlauf 3
| Platz | Name             | Nation              | Zeit        |
| ----- | ---------------- | ------------------- | ----------- |
| 1     | Justine Weyders  | Frankreich          | 58,97 s     |
| 2     | Natalie Peat     | Neuseeland          | 1:01,33 min |
| 3     | Sophia Bauer     | Deutschland         | 1:03,19 min |
| 4     | Nele Vanbuel     | Belgien             | 1:03,38 min |
| 5     | Yukiko Yamamoto  | Japan               | 1:10,08 min |
| 6     | Yifan Hu         | Volksrepublik China | 1:10,95 min |
|       | Magalie Rousseau | Frankreich          | DNS         |

#### Finale
| Platz | Name             | Nation      | Zeit         |
| ----- | ---------------- | ----------- | ------------ |
| 1     | Justine Weyders  | Frankreich  | 57,18 s (WR) |
| 2     | Federica Volpini | Italien     | 57,94 s      |
| 3     | Pamela Hendry    | Australien  | 1:00,29 min  |
| 4     | Prue Davies      | Australien  | 1:00,40 min  |
| 5     | Laura Pranzo     | Italien     | 1:01,45 min  |
| 6     | Isabel Costa     | Spanien     | 1:01,54 min  |
| 7     | Natalie Peat     | Neuseeland  | 1:01,74 min  |
| 8     | Alena Kröhler    | Deutschland | 1:01,90 min  |

### 200 m Hindernisschwimmen

#### Vorlauf 1
| Platz | Name           | Nation      | Zeit        |
| ----- | -------------- | ----------- | ----------- |
| 1     | Serena Nigris  | Italien     | 2:10,38 min |
| 2     | Rachel Wood    | Australien  | 2:10,64 min |
| 3     | Jessica Luster | Deutschland | 2:13,36 min |
| 4     | Yuka Narusawa  | Japan       | 2:17,25 min |
| 5     | Chisato Kurima | Japan       | 2:19,10 min |
| 6     | Kerstin Lange  | Deutschland | 2:19,88 min |

#### Vorlauf 2
| Platz | Name               | Nation     | Zeit        |
| ----- | ------------------ | ---------- | ----------- |
| 1     | Silvia Meschiari   | Italien    | 2:08,27 min |
| 2     | Alicja Tchorz      | Polen      | 2:09,16 min |
| 3     | Olivia Corrin      | Neuseeland | 2:14,35 min |
| 4     | Nuria Payola       | Spanien    | 2:14,77 min |
| 5     | Delphine Dulat     | Frankreich | 2:16,45 min |
| 6     | Samantha Howe      | Australien | 2:17,72 min |
| 7     | Stefanie Lindekens | Belgien    | 2:24,10 min |

#### Vorlauf 3
| Platz | Name                 | Nation              | Zeit        |
| ----- | -------------------- | ------------------- | ----------- |
| 1     | Marqaux Fabre        | Frankreich          | 2:10,24 min |
| 2     | Carina Doyle         | Neuseeland          | 2:12,07 min |
| 3     | Xiaodie Dai          | Volksrepublik China | 2:12,23 min |
| 4     | Dominika Kossakowska | Polen               | 2:13,21 min |
| 5     | Xueyi Bao            | Volksrepublik China | 2:13,95 min |
| 6     | Maria Nunez          | Spanien             | 2:17,55 min |
| 7     | Aurélie Romanini     | Belgien             | 2:22,52 min |

#### Finale
| Platz | Name                 | Nation              | Zeit        |
| ----- | -------------------- | ------------------- | ----------- |
| 1     | Silvia Meschiari     | Italien             | 2:05,89 min |
| 2     | Alicja Tchorz        | Polen               | 2:06,41 min |
| 3     | Margaux Fabre        | Frankreich          | 2:09,66 min |
| 4     | Serena Nigris        | Italien             | 2:09,67 min |
| 5     | Rachel Wood          | Australien          | 2:10,82 min |
| 6     | Carina Doyle         | Neuseeland          | 2:11,35 min |
| 7     | Xiaodie Dai          | Volksrepublik China | 2:13,04 min |
| 8     | Dominika Kossakowska | Polen               | 2:13,67 min |

### 200 m Super Lifesaver

#### Vorlauf 1
| Platz | Name           | Nation              | Zeit        |
| ----- | -------------- | ------------------- | ----------- |
| 1     | Margaux Fabre  | Frankreich          | 2:27,06 min |
| 2     | Jessica Luster | Deutschland         | 2:32,01 min |
| 3     | Serena Nigris  | Italien             | 2:34,14 min |
| 4     | Xiaodie Dai    | Volksrepublik China | 2:35,38 min |
| 5     | Xueyi Bao      | Volksrepublik China | 2:37,47 min |
| 6     | Yuka Narusawa  | Volksrepublik China | 2:40,73 min |

#### Vorlauf 2
| Platz | Name              | Nation      | Zeit        |
| ----- | ----------------- | ----------- | ----------- |
| 1     | Silvia Meschiari  | Italien     | 2:27,62 min |
| 2     | Natalie Peat      | Neuseeland  | 2:28,80 min |
| 3     | Mariah Jones      | Australien  | 2:31,17 min |
| 4     | Andrea Valenciano | Spanien     | 2:31,84 min |
| 5     | Alena Kröhler     | Deutschland | 2:35,64 min |
| 6     | Sofie Boogaerts   | Belgien     | 2:38,63 min |
| 7     | Julia Wrobel      | Polen       | 2:57,43 min |

#### Vorlauf 3
| Platz | Name             | Nation     | Zeit        |
| ----- | ---------------- | ---------- | ----------- |
| 1     | Prue Davies      | Australien | 2:27,03 min |
| 2     | Magalie Rousseau | Frankreich | 2:27,10 min |
| 3     | Carina Doyle     | Neuseeland | 2:27,87 min |
| 4     | Yurika Mitsui    | Japan      | 2:35,87 min |
| 5     | Isabel Costa     | Spanien    | 2:38,16 min |
| 6     | Nele Vanbuel     | Belgien    | 2:39,27 min |
| 7     | Anna Nocon       | Polen      | 2:40,07 min |

#### Finale
| Platz | Name              | Nation     | Zeit         |
| ----- | ----------------- | ---------- | ------------ |
| 1     | Silvia Meschiari  | Italien    | 2:22,57 (WG) |
| 2     | Prue Davies       | Australien | 2:24,95      |
| 3     | Mariah Jones      | Australien | 2:29,26      |
| 4     | Margaux Fabre     | Frankreich | 2:31,99      |
| 5     | Natalie Peat      | Neuseeland | 2:32,08      |
| 6     | Magalie Rousseau  | Frankreich | 2:38,43      |
|       | Carina Doyle      | Neuseeland | DSQ          |
|       | Andrea Valenciano | Spanien    | DSQ          |

### 4 × 25 m Puppenstaffel

#### Vorlauf 1
| Platz | Nation              | Namen                                                        | Zeit        |
| ----- | ------------------- | ------------------------------------------------------------ | ----------- |
| 1     | Japan               | Chisato Kurima Yuka Narusawa Yurika Mitsui Yukiko Yamamoto   | 1:23,27 min |
| 2     | Italien             | Federica Volpini Serena Nigris Laura Pranzo Silvia Meschiari | 1:23,61 min |
| 3     | Volksrepublik China | Yifan Hu Huimin Wu Xiaodie Dai Xueyi Bao                     | 1:25,69 min |
| 4     | Spanien             | Nuria Payola Andrea Valenciano Anita Garcia Isabel Costa     | 1:28,21 min |
| 5     | Neuseeland          | Carina Doyle Olivia Corrin Natalie Peat Ella Drinnan         | 1:31,48 min |

#### Vorlauf 2
| Platz | Nation      | Namen                                                                  | Zeit        |
| ----- | ----------- | ---------------------------------------------------------------------- | ----------- |
| 1     | Belgien     | Aurélie Romanini Stefanie Lindekens Sofie Boogaerts Bieke Vandenabeele | 1:21,48 min |
| 2     | Deutschland | Kerstin Lange Jessica Luster Sophia Bauer Annalena Geyer               | 1:21,75 min |
| 3     | Frankreich  | Justine Weyders Magalie Rousseau Margaux Fabre Delphine Dulat          | 1:25,28 min |
| 4     | Polen       | Anna Nocon Karolina Faszczewska Julia Wrobel Alicja Tchorz             | 1:26,27 min |
| 5     | Australien  | Prue Davies Samantha Howe Mariah Jones Pamela Hendry                   | DSQ         |

#### Finale
| Platz | Nation              | Namen                                                            | Zeit             |
| ----- | ------------------- | ---------------------------------------------------------------- | ---------------- |
| 1     | Belgien             | Sofie Boogaerts Aurélie Romanini Nele Vanbuel Bieke Vandenabeele | 1:19,69 min (WR) |
| 2     | Volksrepublik China | Xueyi Bao Xiaodie Dai Yifan Hu Huimin Wu                         | 1:20,01 min      |
| 3     | Deutschland         | Sophia Bauer Annalena Geyer Kerstin Lange Jessica Luster         | 1:20,76 min      |
| 4     | Italien             | Cristina Leanza Serena Nigris Federica Volpini Silvia Meschiari  | 1:21,82 min      |
| 5     | Japan               | Chisato Kurima Yurika Mitsui Yuka Narusawa Yukiko Yamamoto       | 1:23,64 min      |
| 6     | Frankreich          | Delphine Dulat Margaux Fabre Magalie Rousseau Justine Weyders    | 1:23,74 min      |
| 7     | Polen               | Karolina Faszczewska Anna Nocon Alicja Tchorz Julia Wrobel       | 1:28,22 min      |
|       | Spanien             | Isabel Costa Anita Garcia Maria Nunez Nuria Payola               | DSQ              |

### 4 × 50 m Hindernisstaffel

#### Vorlauf 1
| Platz | Nation     | Namen                                                                  | Zeit        |
| ----- | ---------- | ---------------------------------------------------------------------- | ----------- |
| 1     | Australien | Rachel Wood Mariah Jones Prue Davies Pamela Hendry                     | 1:52,35 min |
| 2     | Italien    | Cristina Leanza Laura Pranzo Silvia Meschiari Serena Nigris            | 1:55,79 min |
| 3     | Neuseeland | Carina Doyle Olivia Corrin Natalie Peat Ella Drinnan                   | 1:56,72 min |
| 4     | Belgien    | Aurélie Romanini Stefanie Lindekens Sofie Boogaerts Bieke Vandenabeele | 1:57,22 min |
| 5     | Spanien    | Nuria Payola Maria Nunez Andrea Valenciano Anita Garcia                | 1:58,43 min |

#### Vorlauf 2
| Platz | Nation              | Namen                                                      | Zeit        |
| ----- | ------------------- | ---------------------------------------------------------- | ----------- |
| 1     | Frankreich          | Lena Bousquin Margaux Fabre Justine Weyders Delphine Dulat | 1:52,50 min |
| 2     | Polen               | Alicja Tchorz Julia Wrobel Anna Nocon Dominika Kossakowska | 1:53,26 min |
| 3     | Volksrepublik China | Xueyi Bao Huimin Wu Yifan Hu Xiaodie Dai                   | 1:53,52 min |
| 4     | Deutschland         | Kerstin Lange Jessica Luster Alena Kröhler Annalena Geyer  | 1:54,44 min |
| 5     | Japan               | Chisato Kurima Yurika Mitsui Nami Mizuma Yukiko Yamamoto   | 1:55,19 min |

#### Finale
| Platz | Nation              | Namen                                                        | Zeit             |
| ----- | ------------------- | ------------------------------------------------------------ | ---------------- |
| 1     | Frankreich          | Lena Bousquin Margaux Fabre Justine Weyders Magalie Rousseau | 1:50,42 min (WG) |
| 2     | Australien          | Rachel Wood Mariah Jones Prue Davies Pamela Hendry           | 1:51,29 min      |
| 3     | Volksrepublik China | Xueyi Bao Huimin Wu Yifan Hu Xiaodie Dai                     | 1:51,99 min      |
| 4     | Italien             | Cristina Leanza Laura Pranzo Silvia Meschiari Serena Nigris  | 1:52,41 min      |
| 5     | Polen               | Alicja Tchorz Julia Wrobel Anna Nocon Dominika Kossakowska   | 1:53,17 min      |
| 6     | Deutschland         | Kerstin Lange Jessica Luster Alena Kröhler Annalena Geyer    | 1:53,86 min      |
| 7     | Japan               | Chisato Kurima Yuka Narusawa Nami Mizuma Yukiko Yamamoto     | 1:54,76 min      |
| 8     | Neuseeland          | Carina Doyle Olivia Corrin Natalie Peat Ella Drinnan         | 1:55,67 min      |

### 4 × 50 m Gurtretterstaffel

#### Vorlauf 1
| Platz | Nation     | Namen                                                              | Zeit        |
| ----- | ---------- | ------------------------------------------------------------------ | ----------- |
| 1     | Polen      | Alicja Tchorz Karolina Faszczewska Dominika Kossakowska Anna Nocon | 1:43,38 min |
| 2     | Australien | Mariah Jones Rachel Wood Prue Davies Pamela Hendry                 | 1:43,66 min |
| 3     | Italien    | Cristina Leanza Laura Pranzo Silvia Meschiari Federica Volpini     | 1:43,86 min |
| 4     | Neuseeland | Carina Doyle Olivia Corrin Natalie Peat Madison Kidd               | 1:45,29 min |
| 5     | Japan      | Chisato Kurima Yurika Mitsui Nami Mizuma Yukiko Yamamoto           | 1:46,46 min |

#### Vorlauf 2
| Platz | Nation              | Namen                                                            | Zeit        |
| ----- | ------------------- | ---------------------------------------------------------------- | ----------- |
| 1     | Deutschland         | Kerstin Lange Sophia Bauer Jessica Luster Alena Kröhler          | 1:43,25 min |
| 2     | Frankreich          | Lena Bousquin Magalie Rousseau Margaux Fabre Justine Weyders     | 1:45,16 min |
| 3     | Spanien             | Maria Nunez Anita Garcia Nuria Payola Isabel Costa               | 1:45,78 min |
| 4     | Belgien             | Aurélie Romanini Nele Vanbuel Sofie Boogaerts Bieke Vandenabeele | 1:46,82 min |
| 5     | Volksrepublik China | Xueyi Bao Huimin Wu Xiaodie Dai Yongxin Li                       | 1:46,92 min |

#### Finale
| Platz | Nation      | Namen                                                              | Zeit        |
| ----- | ----------- | ------------------------------------------------------------------ | ----------- |
| 1     | Deutschland | Sophia Bauer Alena Kröhler Kerstin Lange Jessica Luster            | 1:41,38 min |
| 2     | Australien  | Prue Davies Chelsea Gillet Pamela Hendry Mariah Jones              | 1:41,42 min |
| 3     | Polen       | Karolina Faszczewska Dominika Kossakowska Anna Nocon Alicja Tchorz | 1:42,60 min |
| 4     | Italien     | Cristina Leanza Silvia Meschiari Federica Volpini                  | 1:42,69 min |
| 5     | Neuseeland  | Olivia Corrin Carina Doyle Madison Kidd Natalie Peat               | 1:44,81 min |
| 6     | Japan       | Chisato Kurima Nami Mizuma Yukiko Yamamoto                         | 1:45,42 min |
| 7     | Spanien     | Isabel Costa Anita Garcia Maria Nunez Nuria Payola                 | 1:46,00 min |
|       | Frankreich  | Lena Bousquin Margaux Fabre Magalie Rousseau Justine Weyders       | DSQ         |

## Ergebnisse Herren

### 50 m Retten einer Puppe

#### Vorlauf 1
| Platz | Name                 | Nation              | Zeit    |
| ----- | -------------------- | ------------------- | ------- |
| 1     | Eduardo Blasco       | Spanien             | 29,41 s |
| 2     | Sacha Andrea Bartolo | Italien             | 29,71 s |
| 3     | Keisuke Hatano       | Japan               | 31,47 s |
| 4     | Carlos Perianez      | Spanien             | 31,74 s |
| 5     | Naoya Hirano         | Japan               | 32,29 s |
| 6     | Zihao Zhu            | Volksrepublik China | DSQ     |

#### Vorlauf 2
| Platz | Name             | Nation              | Zeit    |
| ----- | ---------------- | ------------------- | ------- |
| 1     | Joshua Perling   | Deutschland         | 29,11 s |
| 2     | Bradley Woodward | Australien          | 29,48 s |
| 3     | Steven Kent      | Neuseeland          | 30,19 s |
| 4     | Matthew Davis    | Australien          | 30,31 s |
| 5     | Thomas Vilaceca  | Frankreich          | 31,28 s |
| 6     | Bartosz Makowski | Polen               | 31,68 s |
| 7     | Yujie Niu        | Volksrepublik China | DSQ     |

#### Vorlauf 3
| Platz | Name                 | Nation      | Zeit         |
| ----- | -------------------- | ----------- | ------------ |
| 1     | Danny Wieck          | Deutschland | 27,27 s (WR) |
| 2     | Daniele Sanna        | Italien     | 30,16 s      |
| 3     | Wojciech Kotowski    | Polen       | 30,30 s      |
| 4     | Florian Laclaustra   | Frankreich  | 30,49 s      |
| 5     | Joni Ceusters        | Belgien     | 31,25 s      |
| 6     | Pierre-Yves Romanini | Belgien     | 31,54 s      |
| 7     | Jacob Hales          | Neuseeland  | 32,96 s      |

#### Finale
| Platz | Name                 | Nation      | Zeit    |
| ----- | -------------------- | ----------- | ------- |
| 1     | Danny Wieck          | Deutschland | 28,49 s |
| 2     | Joshua Perling       | Deutschland | 29,17 s |
| 3     | Bradley Woodward     | Australien  | 29,62 s |
| 4     | Sacha Andrea Bartolo | Italien     | 29,82 s |
| 5     | Steven Kent          | Neuseeland  | 29,85 s |
| 6     | Daniele Sanna        | Italien     | 30,00 s |
| 7     | Wojciech Kotowski    | Polen       | 30,26 s |
| 8     | Eduardo Blasco       | Spanien     | 30,43 s |

### 100 m Schwimmen und Retten mit Flossen

#### Vorlauf 1
| Platz | Name                    | Nation     | Zeit    |
| ----- | ----------------------- | ---------- | ------- |
| 1     | Jacopo Musso            | Italien    | 47,16 s |
| 2     | Francisco Javier Catala | Spanien    | 47,20 s |
| 3     | Antoine Thos            | Frankreich | 47,21 s |
| 4     | Shun Nishiyama          | Japan      | 47,26 s |
| 5     | Jacob Hales             | Neuseeland | 49,13 s |
| 6     | Lenz Bolkmans           | Belgien    | 51,58 s |

#### Vorlauf 2
| Platz | Name                    | Nation              | Zeit    |
| ----- | ----------------------- | ------------------- | ------- |
| 1     | Andrea Vittorio Piroddi | Italien             | 45,87 s |
| 2     | Kevin Lehr              | Deutschland         | 46,72 s |
| 3     | Matthew Davis           | Australien          | 47,85 s |
| 4     | Keisuke Hatano          | Japan               | 48,43 s |
| 5     | Gaetan Quirin           | Frankreich          | 49,94 s |
| 6     | Joni Ceusters           | Belgien             | 50,93 s |
| 7     | Xuanming Zhao           | Volksrepublik China | 56,77 s |

#### Vorlauf 3
| Platz | Name             | Nation              | Zeit    |
| ----- | ---------------- | ------------------- | ------- |
| 1     | Jan Malkowski    | Deutschland         | 45,60 s |
| 2     | Samuel Bell      | Australien          | 46,65 s |
| 3     | Steven Kent      | Neuseeland          | 47,01 s |
| 4     | Cezary Kepa      | Polen               | 47,85 s |
| 5     | Sergio Calderon  | Spanien             | 48,48 s |
| 6     | Bartosz Makowski | Polen               | 52,09 s |
| 7     | Yujie Niu        | Volksrepublik China | 59,13 s |

#### Finale
| Platz | Name                    | Nation      | Zeit         |
| ----- | ----------------------- | ----------- | ------------ |
| 1     | Jacopo Musso            | Italien     | 45,40 s (WG) |
| 2     | Andrea Vittorio Piroddi | Italien     | 45,62 s      |
| 3     | Kevin Lehr              | Deutschland | 46,25 s      |
| 4     | Jan Malkowski           | Deutschland | 46,30 s      |
| 5     | Samuel Bell             | Australien  | 46,44 s      |
| 6     | Steven Kent             | Neuseeland  | 46,63 s      |
| 7     | Francisco Javier Catala | Spanien     | 47,20 s      |
| 8     | Antoine Thos            | Frankreich  | 47,34 s      |

### 100 m Retten mit Flossen und Gurt

#### Vorlauf 1
| Platz | Name                 | Nation     | Zeit        |
| ----- | -------------------- | ---------- | ----------- |
| 1     | Samuel Bell          | Australien | 53,41 s     |
| 2     | Shun Nishiyama       | Japan      | 54,18 s     |
| 3     | Andrew Trembath      | Neuseeland | 54,54 s     |
| 4     | Bartosz Stanielewicz | Polen      | 56,16 s     |
| 5     | Matthew Davis        | Australien | 56,22 s     |
| 6     | Federico Gilardi     | Italien    | 1:03,13 min |

#### Vorlauf 2
| Platz | Name                    | Nation              | Zeit    |
| ----- | ----------------------- | ------------------- | ------- |
| 1     | Francisco Javier Catala | Spanien             | 50,76 s |
| 2     | Kevin Lehr              | Deutschland         | 50,82 s |
| 3     | Cezary Kepa             | Polen               | 53,48 s |
| 4     | Lenz Bolkmans           | Belgien             | 56,51 s |
| 5     | Ziqian Liu              | Volksrepublik China | 59,70 s |
| 6     | Gaetan Quirin           | Frankreich          | DSQ     |

#### Vorlauf 3
| Platz | Name            | Nation              | Zeit    |
| ----- | --------------- | ------------------- | ------- |
| 1     | Antoine Thos    | Frankreich          | 51,76 s |
| 2     | Jacopo Musso    | Italien             | 51,83 s |
| 3     | Jan Malkowski   | Deutschland         | 53,73 s |
| 4     | Sergio Calderon | Spanien             | 54,54 s |
| 5     | Ryo Ueno        | Japan               | 56,52 s |
| 6     | Joni Ceusters   | Belgien             | 56,67 s |
| 7     | Xuanming Zhao   | Volksrepublik China | 58,50 s |

#### Vorlauf 4
| Platz | Name        | Nation     | Zeit    |
| ----- | ----------- | ---------- | ------- |
| 1     | Steven Kent | Neuseeland | 52,28 s |

#### Finale
| Platz | Name                    | Nation      | Zeit         |
| ----- | ----------------------- | ----------- | ------------ |
| 1     | Jacopo Musso            | Italien     | 49,02 s (WR) |
| 2     | Kevin Lehr              | Deutschland | 49,74 s      |
| 3     | Samuel Bell             | Australien  | 51,27 s      |
| 4     | Steven Kent             | Neuseeland  | 51,87 s      |
| 5     | Jan Malkowsi            | Deutschland | 52,11 s      |
| 6     | Cezary Kepa             | Polen       | 57,38 s      |
|       | Antoine Thos            | Frankreich  | DSQ          |
|       | Francisco Javier Catala | Spanien     | DSQ          |

### 200 m Hindernisschwimmen

#### Vorlauf 1
| Platz | Name                 | Nation     | Zeit        |
| ----- | -------------------- | ---------- | ----------- |
| 1     | Federico Gilardi     | Italien    | 1:57,55 min |
| 2     | Adam Dubiel          | Polen      | 1:58,60 min |
| 3     | Andrew Trembath      | Neuseeland | 1:59,06 min |
| 4     | Naoya Hirano         | Japan      | 2:00,55 min |
| 5     | Bartosz Stanielewicz | Polen      | 2:01,84 min |
| 6     | Wouter Baelus        | Belgien    | 2:10,26 min |

#### Vorlauf 2
| Platz | Name               | Nation              | Zeit        |
| ----- | ------------------ | ------------------- | ----------- |
| 1     | Bradley Woodward   | Australien          | 1:56,49 min |
| 2     | Thomas Vilaceca    | Frankreich          | 1:59,21 min |
| 3     | Jake Smith         | Australien          | 1:59,39 min |
| 4     | Junhong Lin        | Volksrepublik China | 2:01,62 min |
| 5     | Eduardo Blasco     | Spanien             | 2:03,50 min |
| 6     | Jose Victor Carcia | Spanien             | 2:13,52 min |
| 7     | Raf Montald        | Belgien             | 2:34,46 min |

#### Vorlauf 3
| Platz | Name                 | Nation              | Zeit        |
| ----- | -------------------- | ------------------- | ----------- |
| 1     | Steven Kent          | Neuseeland          | 1:56,95 min |
| 2     | Sacha Andrea Bartolo | Italien             | 1:57,75 min |
| 3     | Suguru Ando          | Japan               | 1:58,75 min |
| 4     | Danny Wieck          | Deutschland         | 2:02,97 min |
| 5     | Jeremy Badre         | Frankreich          | 2:04,62 min |
| 6     | Ziqian Liu           | Volksrepublik China | 2:04,75 min |
| 7     | Joshua Perling       | Deutschland         | 2:12,42 min |

#### Finale
| Platz | Name                 | Nation     | Zeit        |
| ----- | -------------------- | ---------- | ----------- |
| 1     | Bradley Woodward     | Australien | 1:55,03 min |
| 2     | Federico Gilardi     | Italien    | 1:55,08 min |
| 3     | Steven Kent          | Neuseeland | 1:55,21 min |
| 4     | Sacha Andrea Bartolo | Italien    | 1:57,99 min |
| 5     | Adam Dubiel          | Polen      | 1:59,16 min |
| 6     | Andrew Trembath      | Neuseeland | 1:59,67 min |
| 7     | Suguru Ando          | Japan      | 1:59,81 min |
| 8     | Thomas Vilaceca      | Frankreich | 2:06,52 min |

### 200 m Super Lifesaver

#### Vorlauf 1
| Platz | Name               | Nation              | Zeit        |
| ----- | ------------------ | ------------------- | ----------- |
| 1     | Adam Dubiel        | Polen               | 2:10,92 min |
| 2     | Samuel Bell        | Australien          | 2:11,55 min |
| 3     | Thomas Vilaceca    | Frankreich          | 2:12,17 min |
| 4     | Ryo Ueno           | Japan               | 2:15,01 min |
| 5     | Junhong Lin        | Volksrepublik China | 2:20,38 min |
| 6     | Florian Laclaustra | Frankreich          | 2:21,85 min |

#### Vorlauf 2
| Platz | Name                 | Nation      | Zeit        |
| ----- | -------------------- | ----------- | ----------- |
| 1     | Daniele Sanna        | Italien     | 2:09,24 min |
| 2     | Adam Simpson         | Neuseeland  | 2:13,10 min |
| 3     | Andrew Trembath      | Neuseeland  | 2:13,17 min |
| 4     | Christian Ertel      | Deutschland | 2:14,48 min |
| 5     | Suguru Ando          | Japan       | 2:16,18 min |
| 6     | Jose Victor Carcia   | Spanien     | 2:18,81 min |
| 7     | Bartosz Stanielewicz | Polen       | 2:24,28 min |

#### Vorlauf 3
| Platz | Name             | Nation              | Zeit        |
| ----- | ---------------- | ------------------- | ----------- |
| 1     | Federico Gilardi | Italien             | 2:09,09 min |
| 2     | Tom Montgomery   | Australien          | 2:10,08 min |
| 3     | Joshua Perling   | Deutschland         | 2:10,60 min |
| 4     | Wouter Baelus    | Belgien             | 2:15,64 min |
| 5     | Carlos Perianez  | Spanien             | 2:19,85 min |
| 6     | Lenz Bolksmans   | Belgien             | 2:24,41 min |
| 7     | Yujie Niu        | Volksrepublik China | DSQ         |

#### Finale
| Platz | Name             | Nation      | Zeit             |
| ----- | ---------------- | ----------- | ---------------- |
| 1     | Daniele Sanna    | Italien     | 2:05,79 min (WG) |
| 2     | Federico Gilardi | Italien     | 2:07,67 min      |
| 3     | Tom Montgomery   | Australien  | 2:10,51 min      |
| 4     | Joshua Perling   | Deutschland | 2:10,96 min      |
| 5     | Adam Dubiel      | Polen       | 2:11,54 min      |
| 6     | Thomas Vilaceca  | Frankreich  | 2:13,75 min      |
| 7     | Samuel Bell      | Australien  | 2:14,47 min      |
| 8     | Adam Simpson     | Neuseeland  | 2:19,49 min      |

### 4 × 25 m Puppenstaffel
| Platz | Nation              | Zeit (min)   |
| ----- | ------------------- | ------------ |
| 1     | Deutschland         | 1:04,04 (WR) |
| 2     | Polen               | 1:06,53      |
| 3     | Spanien             | 1:07,30      |
| 4     | Australien          | 1:08,16      |
| 5     | Volksrepublik China | 1:08,63      |
| 6     | Italien             | 1:08,70      |
| 7     | Belgien             | 1:09,36      |
| 8     | Frankreich          | 1:10,80      |

### 4 × 50 m Hindernisstaffel

#### Vorlauf 1
| Platz | Nation      | Namen                                                          | Zeit        |
| ----- | ----------- | -------------------------------------------------------------- | ----------- |
| 1     | Deutschland | Christian Ertel Danny Wieck Kevin Lehr Joshua Perling          | 1:39,39 min |
| 2     | Australien  | Matthew Davis Bradley Woodward Samuel Bell Tom Montgomery      | 1:40,13 min |
| 3     | Frankreich  | Jeremy Badre Gaetan Quirin Thomas Vilaceca Florian Laclaustra  | 1:41,32 min |
| 4     | Neuseeland  | Adam Simpson Andrew Trembath Oscar Williams Jacob Hales        | 1:42,68 min |
| 5     | Belgien     | Joni Ceusters Pierre-Yves Romanini Lenz Bolkmans Wouter Baelus | 1:43,21 min |

#### Vorlauf 2
| Platz | Nation              | Namen                                                                  | Zeit        |
| ----- | ------------------- | ---------------------------------------------------------------------- | ----------- |
| 1     | Polen               | Cezary Kepa Wojciech Kotowski Bartosz Makowski Adam Dubiel             | 1:37,77 min |
| 2     | Japan               | Naoya Hirano Keisuke Hatano Shun Nishiyama Suguru Ando                 | 1:40,00 min |
| 3     | Italien             | Jacopo Musso Sacha Andrea Bartolo Daniele Sanna Federico Gilardi       | 1:41,47 min |
| 4     | Spanien             | Eduardo Blasco Carlos Perianez Sergio Calderon Francisco Javier Catala | 1:43,66 min |
| 5     | Volksrepublik China | Junhong Lin Yujie Niu Xuanming Zhao Zihao Zhu                          | 1:44,15 min |

#### Finale
| Platz | Nation      | Namen                                                            | Zeit             |
| ----- | ----------- | ---------------------------------------------------------------- | ---------------- |
| 1     | Japan       | Naoya Hirano Keisuke Hatano Shun Nishiyama Suguru Ando           | 1:36,62 min (WR) |
| 2     | Polen       | Cezary Kepa Wojciech Kotowski Bartosz Makowski Adam Dubiel       | 1:36,91 min      |
| 3     | Frankreich  | Jeremy Badre Florian Laclaustra Gaetan Quirin Thomas Vilaceca    | 1:37,96 min      |
| 4     | Australien  | Matthew Davis Bradley Woodward Samuel Bell Tom Montgomery        | 1:38,64 min      |
| 5     | Deutschland | Christian Ertel Danny Wieck Kevin Lehr Joshua Perling            | 1:39,24 min      |
| 6     | Italien     | Jacopo Musso Sacha Andrea Bartolo Daniele Sanna Federico Gilardi | 1:39,33 min      |
| 7     | Belgien     | Joni Ceusters Pierre-Yves Romanini Lenz Bolkmans Wouter Baelus   | 1:42,61 min      |
| 8     | Neuseeland  | Adam Simpson Andrew Trembath Oscar Williams Jacob Hales          | 1:43,51 min      |

### 4 × 50 m Gurtretterstaffel

#### Vorlauf 1
| Platz | Nation              | Namen                                                                      | Zeit        |
| ----- | ------------------- | -------------------------------------------------------------------------- | ----------- |
| 1     | Japan               | Naoya Hirano Keisuke Hatano Suguru Ando Shun Nishiyama                     | 1:29,86 min |
| 2     | Australien          | Matthew Davis Jake Smith Bradley Woodward Samuel Bell                      | 1:30,30 min |
| 3     | Italien             | Sacha Andrea Bartolo Andrea Vittorio Piroddi Federico Gilardi Jacopo Musso | 1:30,89 min |
| 4     | Belgien             | Joni Ceusters Pierre-Yves Romanini Lenz Bolkmans Wouter Baelus             | 1:33,94 min |
| 5     | Volksrepublik China | Zihao Zhu Xuanming Zhao Junhong Lin Ziqian Liu                             | 1:37,00 min |

#### Finale
| Platz | Nation      | Zeit (min)   |
| ----- | ----------- | ------------ |
| 1     | Italien     | 1:27,85 (WG) |
| 2     | Australien  | 1:28,05      |
| 3     | Deutschland | 1:28,59      |
| 4     | Polen       | 1:29,13      |
| 5     | Frankreich  | 1:30,12      |
| 6     | Spanien     | 1:32,49      |
| 7     | Japan       | 1:33,19      |
| 8     | Neuseeland  | 1:33,76      |

## Medaillenspiegel
| Medaillenspiegel | Medaillenspiegel    | Medaillenspiegel | Medaillenspiegel | Medaillenspiegel | Medaillenspiegel |
| Platz            | Land                | G                | S                | B                | Gesamt           |
| ---------------- | ------------------- | ---------------- | ---------------- | ---------------- | ---------------- |
| 01               | Italien             | 6                | 4                | 2                | 12               |
| 02               | Deutschland         | 3                | 2                | 3                | 8                |
| 03               | Australien          | 2                | 5                | 5                | 12               |
| 04               | Frankreich          | 2                | 1                | 2                | 5                |
| 05               | Volksrepublik China | 1                | 1                | 1                | 3                |
| 06               | Belgien             | 1                | 0                | 0                | 1                |
| 06               | Japan               | 1                | 0                | 0                | 1                |
| 08               | Polen               | 0                | 3                | 1                | 4                |
| 09               | Spanien             | 0                | 0                | 1                | 1                |
| 09               | Neuseeland          | 0                | 0                | 1                | 1                |
| Total            | Total               | 16               | 16               | 16               | 48               |